# Viticulture en Afrique du Sud

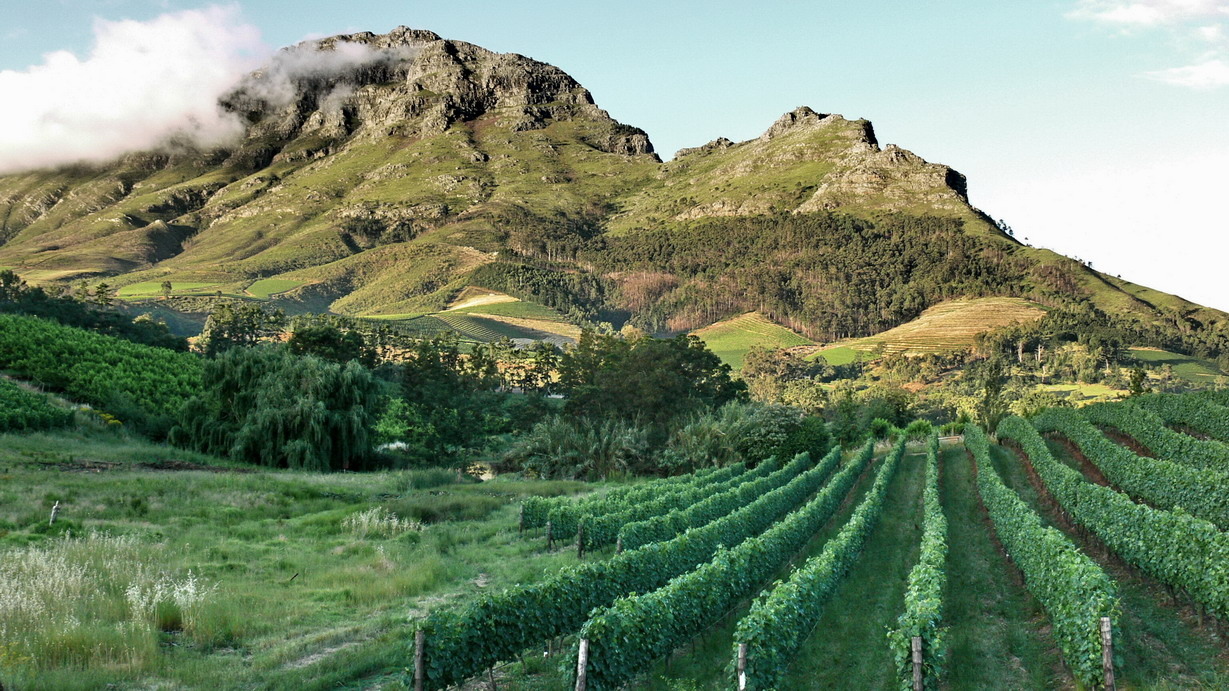
Vignobles de Stellenbosch.

La viticulture en Afrique du Sud s'est développée à partir du XVIIe siècle. Elle a pris son ampleur grâce à l'arrivée de deux-cents huguenots français. Actuellement, la qualité des vins est très inégale et les rendements varient de 20 à 350 hectolitres par hectare. La viticulture d'Afrique du Sud est la seizième du monde pour la superficie et la septième en volume. Les districts de Stellenbosch et de Paarl fournissent 45 % de la production de vin.

## Historique
- Jan van Riebeeck, premier gouverneur d’Afrique du Sud, ordonna la plantation de vignes hollandaises.
- La première vendange eut lieu en 1659. L’Afrique du Sud est un des rares pays viticoles à pouvoir dater avec précision sa première vendange. Toutefois les premiers colons n’y connaissent pas grand-chose en viticulture.
- Le nouveau gouverneur Simon Van der Stel permit le développement qualitatif de la viticulture sud-africaine.

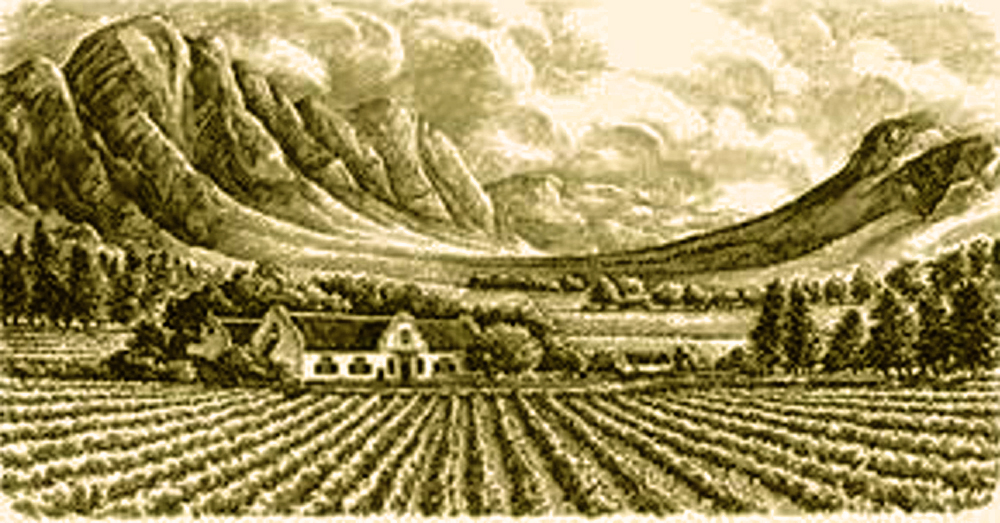
L'Ormarins Wine Estate au pied des montagnes Groot Drakenstein à Franschhoek.

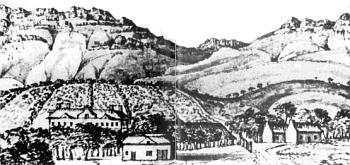
Constantia au XVIII.

- Simon Van der Stel créa le domaine de Constancia qui donna naissance à un vin blanc liquoreux réputé dans les cours européennes de la fin du XVIIIe et XIXe siècles.
- En 1688, un peu plus de deux-cents huguenots, issus notamment du Luberon et de Charente et chassés de France après la révocation de l’Édit de Nantes, vinrent s’installer dans la vallée de Franschhoek. Ils donnèrent une impulsion décisive à la viticulture du Cap.
- Les premières exportations vers l'Europe datent de 1761 (au début, essentiellement des vins mutés (de type Porto).
- Vers 1880, le phylloxera dévasta le vignoble sud-africain.

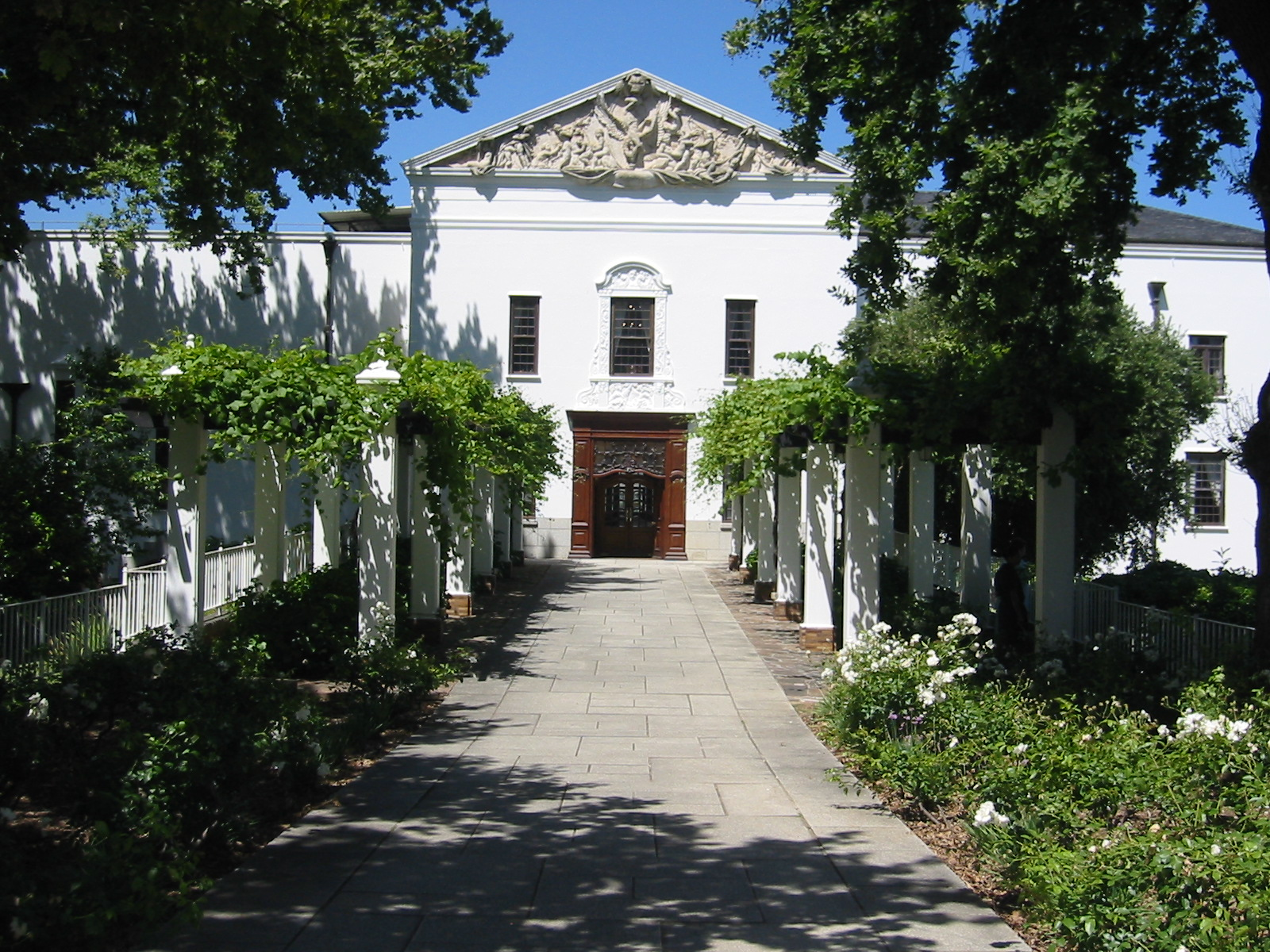
Siège de la Koöperatieve Wijnbouwers Vereniging.

- En 1918 est créée la coopérative KWV (Koöperatieve Wijnbouwers Vereniging van Zuid-Afrika Bpkt) qui regroupait alors 95 % des producteurs. La KWV fixa les rendements à l'hectare et le prix du vin dès 1924 : des rendements particulièrement peu coercitifs (jusqu’à 350 hl/ha durant l'Apartheid).
- Durant l'Apartheid et le boycott international des produits sud-africains, la viticulture s'enlisa pour véritablement renaître à partir des années 1990, après la libération de Nelson Mandela.

Des propriétaires d’origine française comme Pierre Jourdan à Cabrières estate, Alain Moueix à Ingwe, Anne Cointreau, descendante de la famille ex-propriétaire de la liqueur de même nom installée à Stellenbosch (domaine Morgenhof), et surtout Benjamin de Rothschild, associé à la famille Ruppert à Fredericksburg, perpétuèrent la présence française avec des vins qui atteignirent des standards européens en rouge comme en blanc. Pour preuve, Baronne Nadine, vin blanc issu du chardonnay, fut proposé à Londres à des prix équivalents à ceux des meilleurs chablis.
Quelques exploitations viticoles appartiennent toujours aux descendants de ces familles.

### Dimension ethnique
Bien que les Blancs ne représentent que 8% de la population sud-africaine, ils possèdent 97,5% des vignobles du pays en 2022.

## Situation géographique

### Géologie
Le vignoble est essentiellement situé sur un massif ancien érodé du Cambrien. Le vignoble est planté sur des zones de granite, de schiste et dans les plaines alluvionnaires. Le substratum des districts de Stellenbosch et de Paarl est constitué des sédiments argileux  de la fin du Protérozoïque avec des masses granitiques intrusives du début du Cambrien. Se trouvent aussi des lutites de l'Ordovicien et des sédiments sableux du début du Dévonien. Ce substrat est recouvert de graviers fluviatiles, sables éoliens, saprolites et kaolins. Les couches d'argiles, avec leur capacité à retenir l'eau, assurent durant la période estivale une humidité bénéfique aux vignobles.

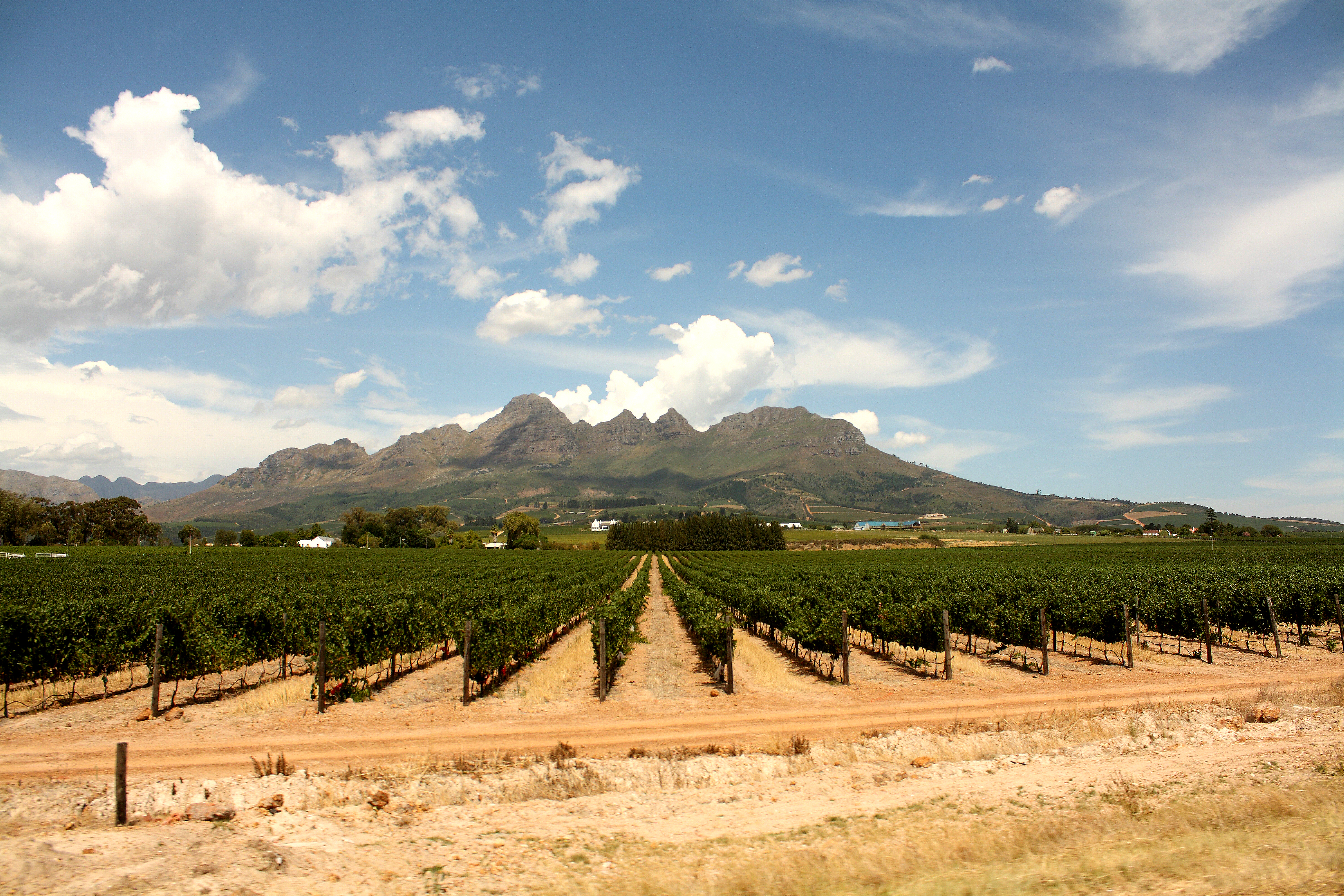
Vignes sur sable à Stellenbosch.
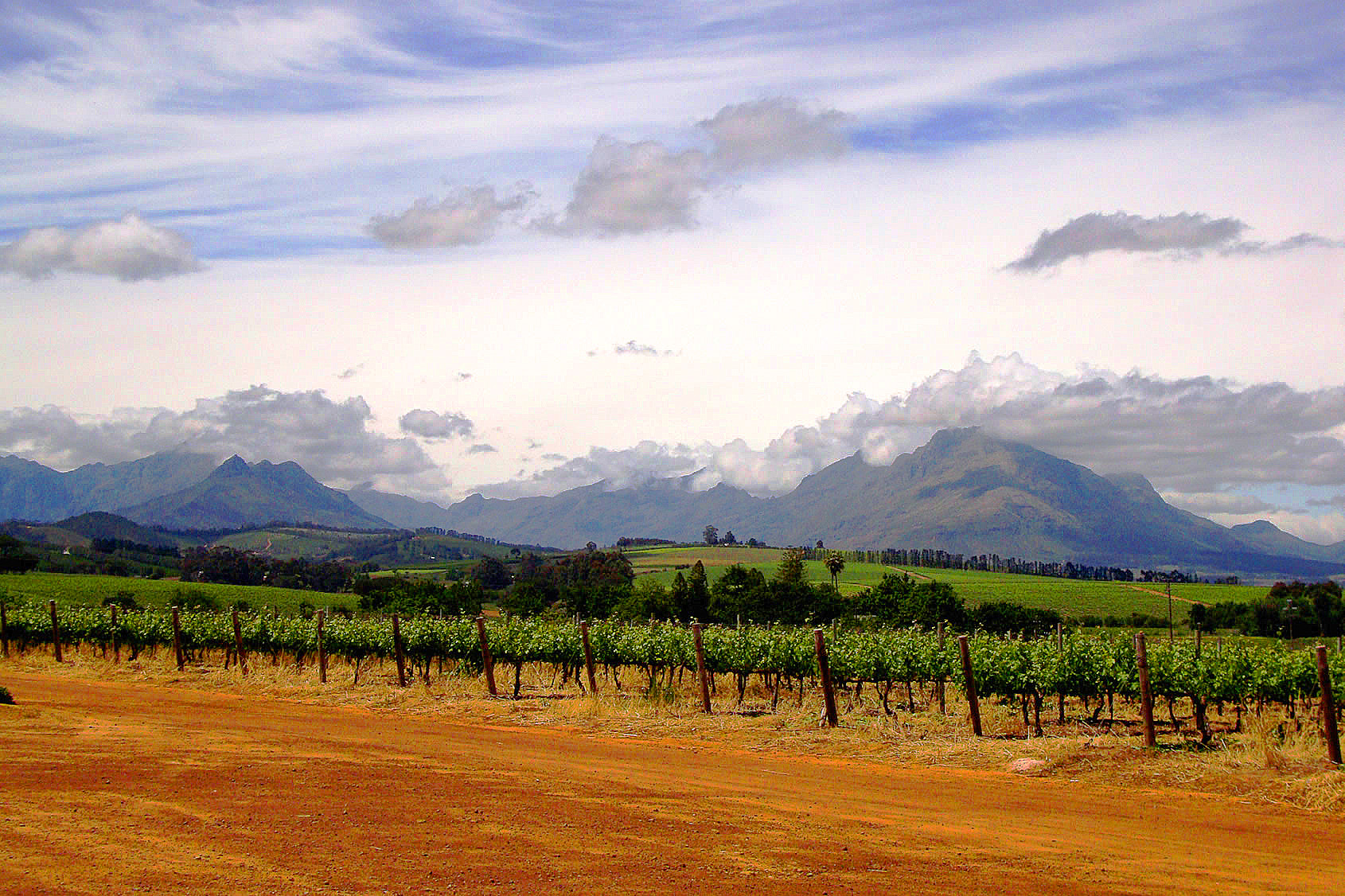
Vignes sur saprolite à Stellenbosch.
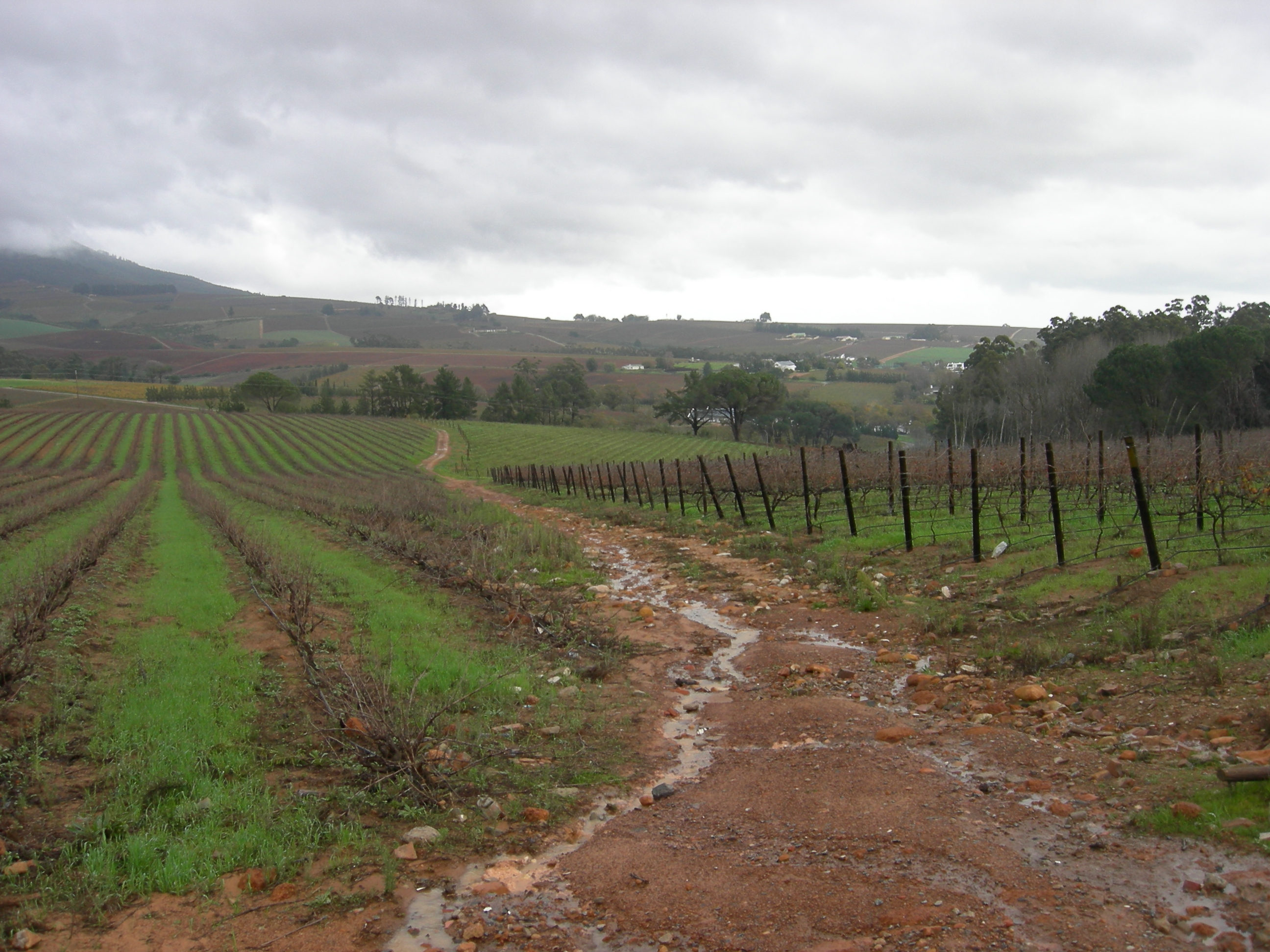
Terroir argilo-calcaire à Western Cape.

### Climat
Le vignoble sud-africain est l'un des plus septentrionaux de l'hémisphère sud. La viticulture a pu s'y implanter grâce au courant de Benguela provenant d'Antarctique, il permet le rafraichissement de la côte ouest d'Afrique du Sud. Le climat est de type méditerranéen. Les hivers (à savoir les étés de l'hémisphère nord) sont doux et humides, et les étés (en hiver dans l'hémisphère nord) sont chauds et secs. L'ensoleillement est important, les pluies courtes mais violentes.
| Mois                              | jan.  | fév.  | mars  | avril | mai   | juin | jui.  | août  | sep. | oct. | nov. | déc.  | année   |
| --------------------------------- | ----- | ----- | ----- | ----- | ----- | ---- | ----- | ----- | ---- | ---- | ---- | ----- | ------- |
| Température minimale moyenne (°C) | 15,7  | 15,6  | 14,2  | 11,9  | 9,4   | 7,8  | 7     | 7,5   | 8,7  | 10,6 | 13,2 | 14,9  | 11,4    |
| Température maximale moyenne (°C) | 26,1  | 26,5  | 25,4  | 23    | 20,3  | 18,1 | 17,5  | 17,8  | 19,2 | 21,3 | 23,5 | 24,9  | 22      |
| Ensoleillement (h)                | 337,9 | 299,9 | 291,4 | 234   | 204,6 | 174  | 192,2 | 210,8 | 225  | 279  | 309  | 334,8 | 3 092,2 |
| Précipitations (mm)               | 15    | 17    | 20    | 41    | 69    | 93   | 82    | 77    | 40   | 30   | 14   | 17    | 515     |

De nombreux micro-climats existent dus à la proximité des vignobles de chaînes montagneuses. Les vallées et coteaux qu’elles engendrent peuvent considérablement modifier le climat sur quelques centaines de mètres, en bloquant le vent ou les précipitations, ou en favorisant l’ensoleillement par exemple.

## Vignoble

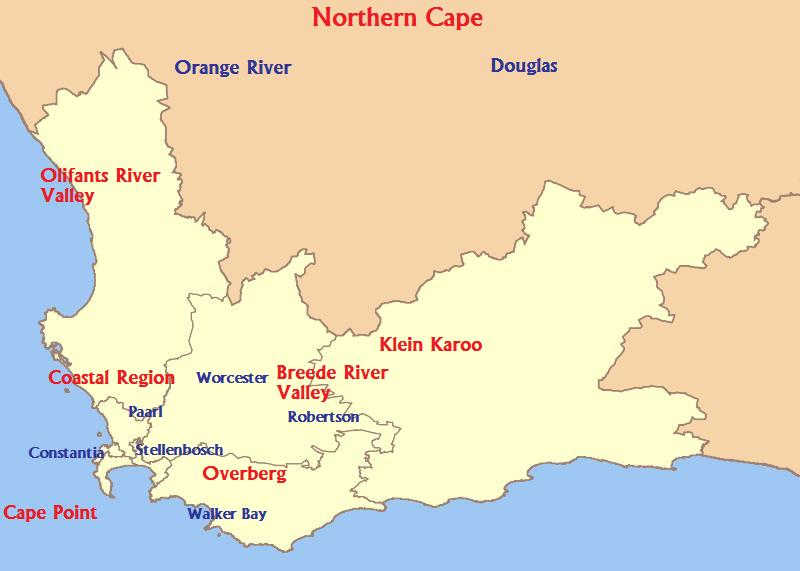
Situation des vignobles.

### Présentation
- En 2021, l'Afrique du Sud est le huitième producteur mondial de vins[4].
- La production en 2021 est estimée à 10,6 millions d'hectolitres, soit environ deux fois plus qu'en 2005.
- Elle dispose de 100 200 hectares de vignes.
- Le vignoble est divisé en cinq régions, et en vingt districts.

#### Vignobles de la Région du Cap

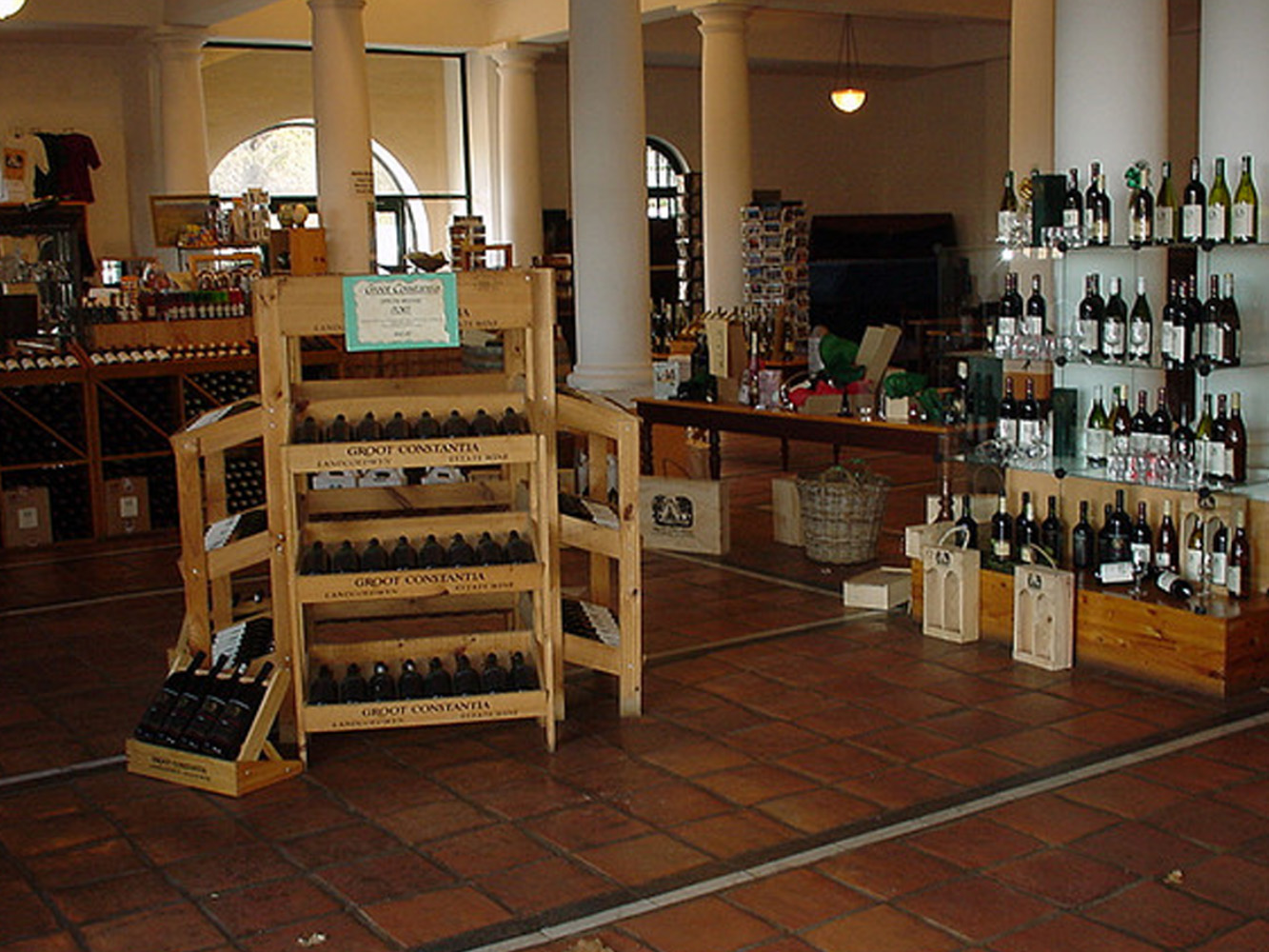
Caveau de dégustation de Groot Constantia.

Ce sont les plus anciens vignobles du pays. On y trouve :
- le vignoble de Constantia
- le vignoble de Stellenbosch
- le vignoble de Franschhoek
- le vignoble du Swartland
- le vignoble de Tulbagh
- le vignoble de Tygerberg (Durbanville)
- le vignoble de Boberg
- le vignoble de Paarl

#### Vignobles de la Vallée du Breede
- le vignoble de Robertson
- le vignoble de Worcester
- le vignoble de Swellendam

#### Autres vignobles
- le vignoble de Douglas
- le vignoble de Lower Orange River (Northern Cape)
- le vignoble de Little Karoo
- le vignoble d'Olifants River
- le vignoble d'Overberg
- le vignoble de Picketberg

### Encépagement

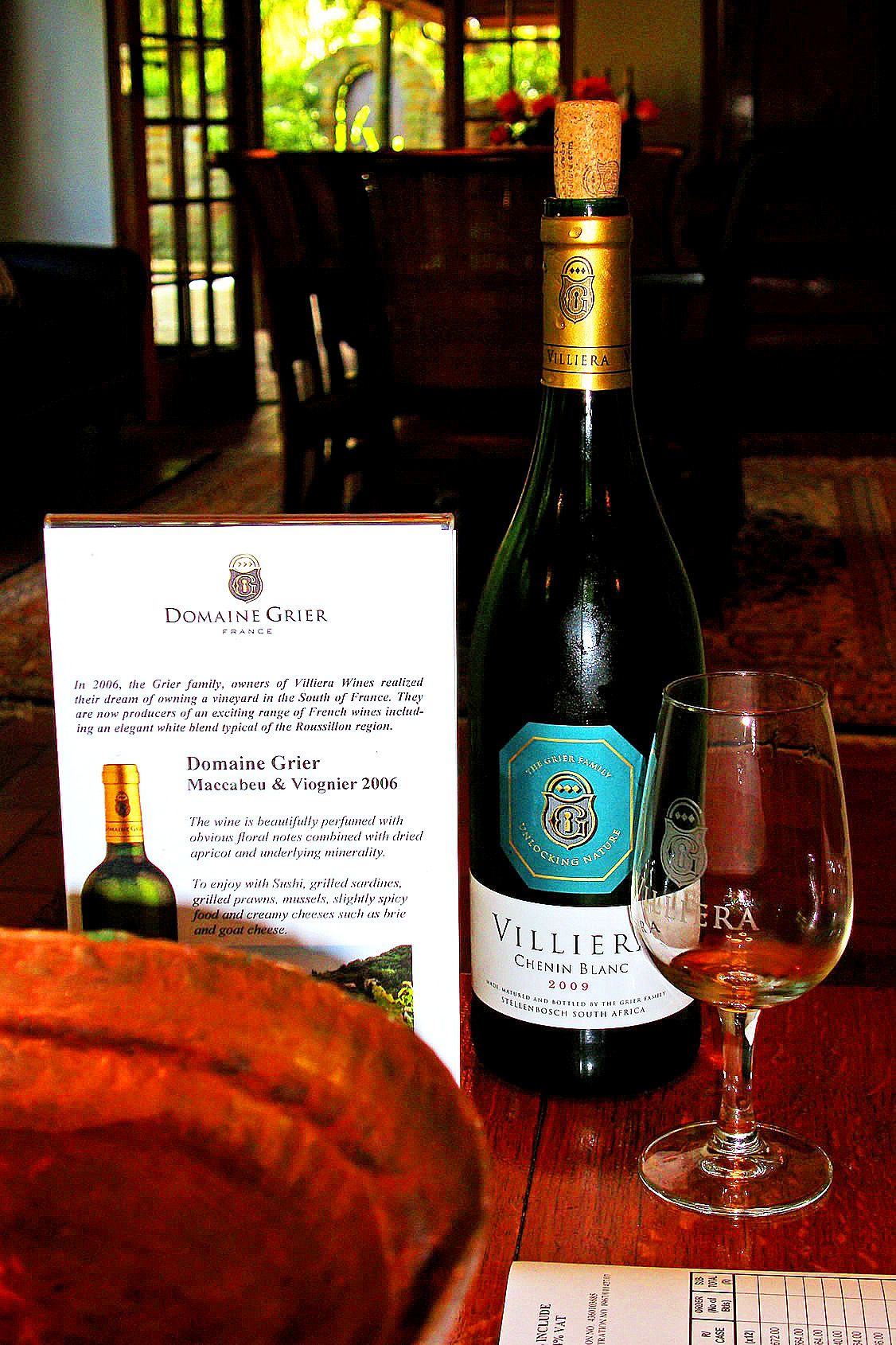
Chenin blanc.
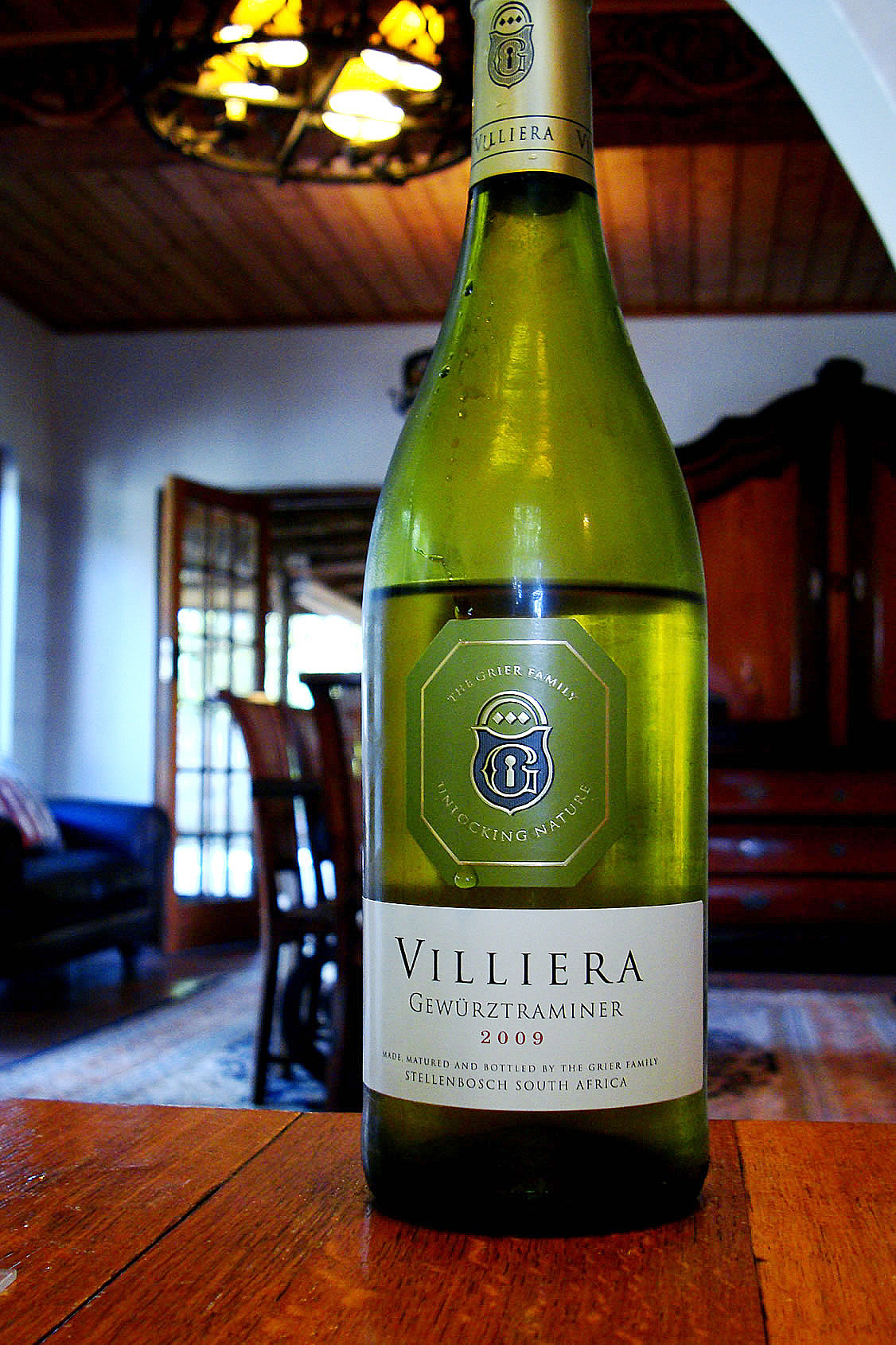
Gewurztraminer.

#### Rouge
| Cépage             | 2003 | 2010   |
| ------------------ | ---- | ------ |
| Cabernet-Sauvignon | 12 % | 12 %   |
| Syrah (Shiraz)     | 10 % | 09,8 % |
| Pinotage           | 06 % | 06 %   |
| Merlot             | 06 % | 06,5 % |
| Cinsault           | 03 % | NC     |

#### Blanc
| Cépage                         | 2003 | 2010 |
| ------------------------------ | ---- | ---- |
| Chenin (Steen)                 | 18 % | 18 % |
| Sultanine (Raisin de table)    | 11 % | NC   |
| Colombard                      | 10 % | 11 % |
| Chardonnay                     | 06 % | 08 % |
| Sauvignon                      | 06 % | 09 % |
| Muscat d'Alexandrie (Hanepoot) | 03 % | NC   |

### Méthodes culturales et réglementaires
Certains pays comme l'Afrique du Sud et l'Australie, qui mélangent du vin rouge et du vin blanc pour obtenir du vin rosé ont cherché à faire autoriser cette pratique, ce qui fut fortement contesté par les principaux producteurs de vin rosé européens.

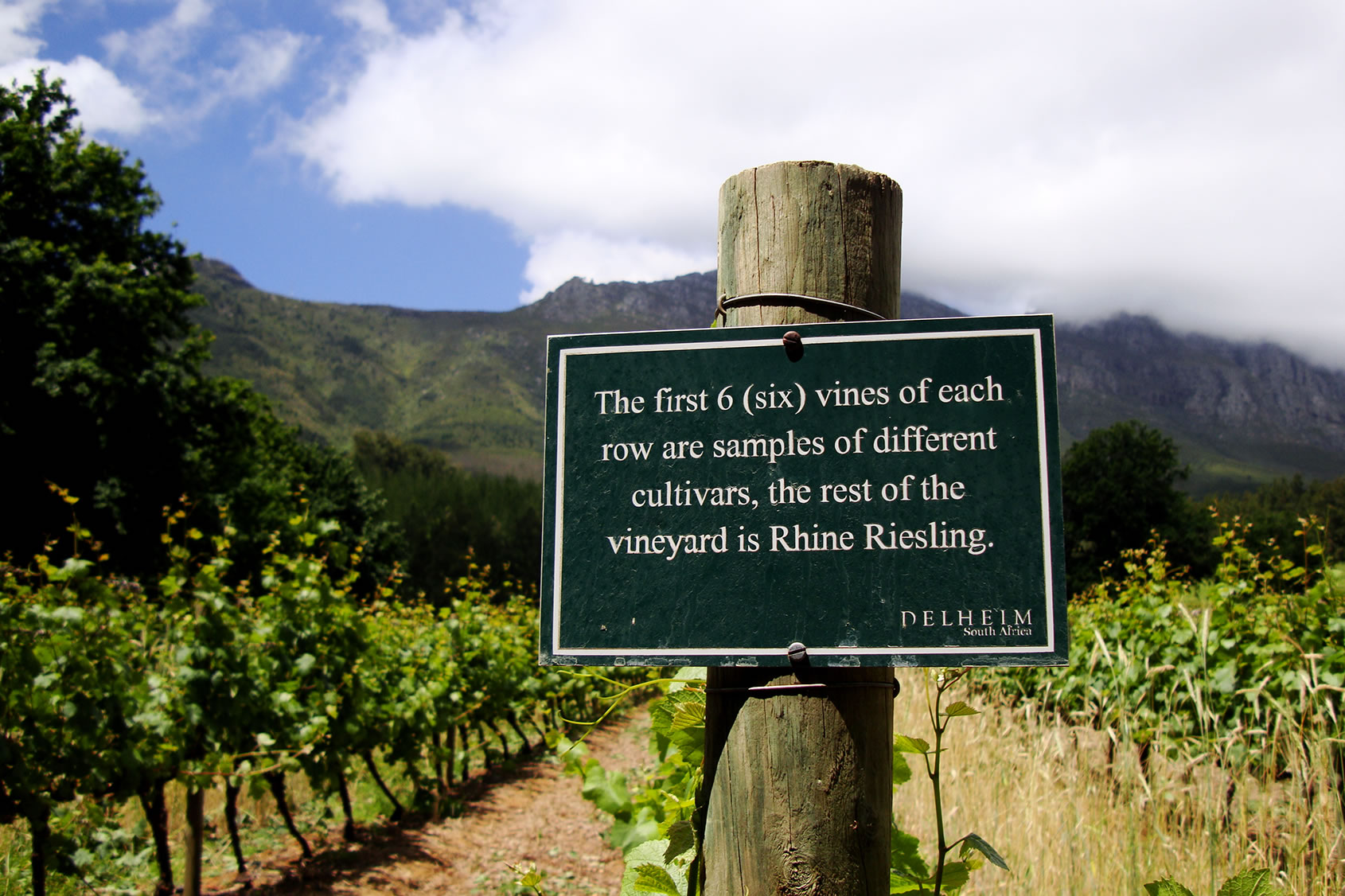
Vignoble zoné avec indication de cépage.
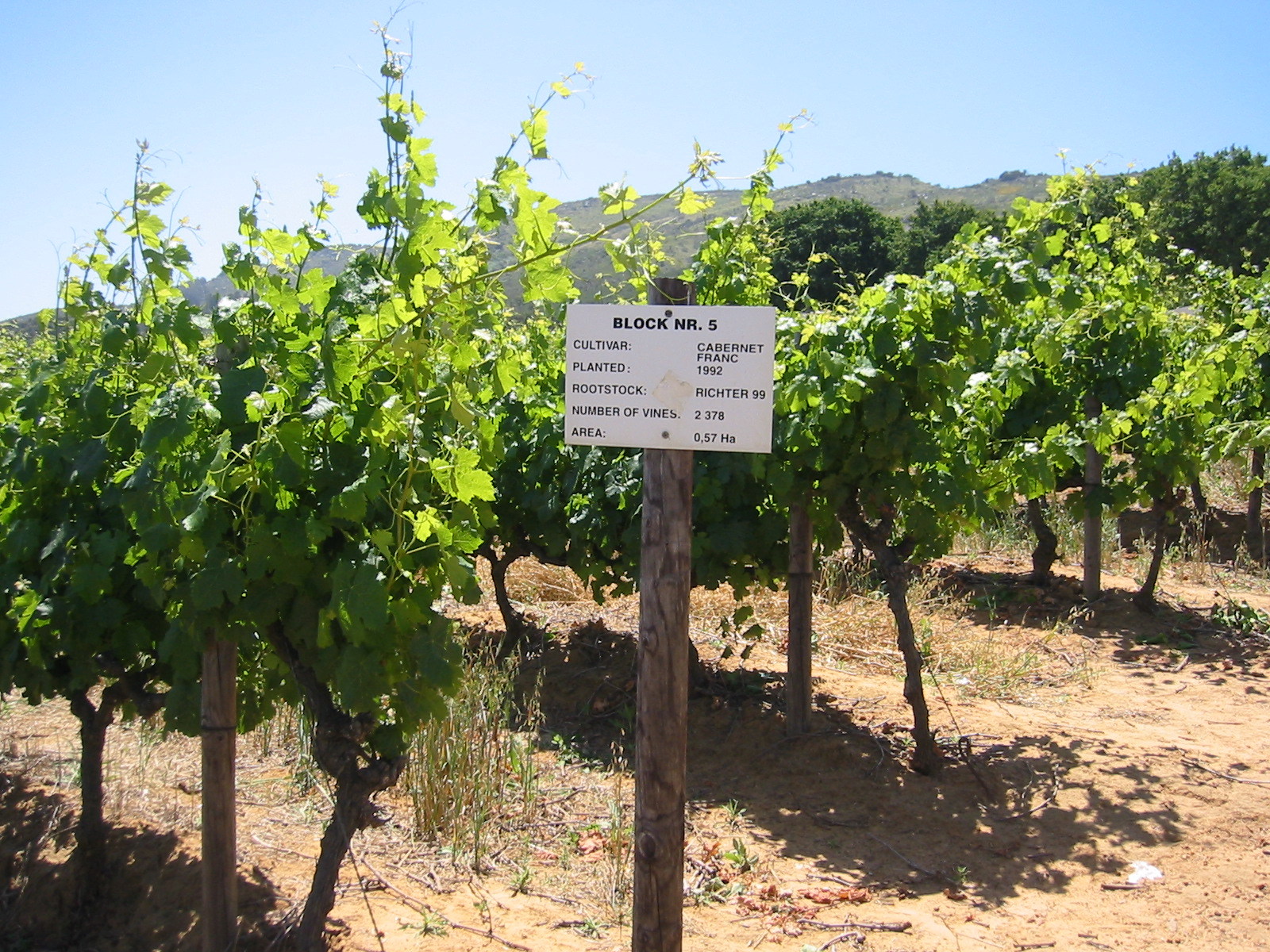
Vignoble zoné avec indication de cultivar.

Pourtant fin janvier 2009, les 27 États de l'Union européenne (UE), dont la France, ont adopté un projet de règlement autorisant les mélanges de rouge et de blanc à prendre le nom de « rosé » . Ce projet était par ailleurs soutenu par le Comité Européen des Entreprises de Vin (CEEV). Devant la protestation de vignerons, en particulier de Provence, et devant le report d'une décision de l'Organisation mondiale du commerce (OMC) concernant la concordance de cette autorisation avec ses propres règles, la décision de Bruxelles a été repoussée à juin 2009.
Cela équivalait à « légaliser la contrefaçon », au moment même où les États du monde entier prétendent lutter contre celle-ci. Le 8 juin 2009, la commissaire à l'agriculture européenne Mariann Fischer Boel a annoncé que l'Union européenne renonçait à légiférer sur le vin rosé : le statu quo sur le mode d'élaboration du vin rosé a donc été maintenu.

### Terroirs et vins

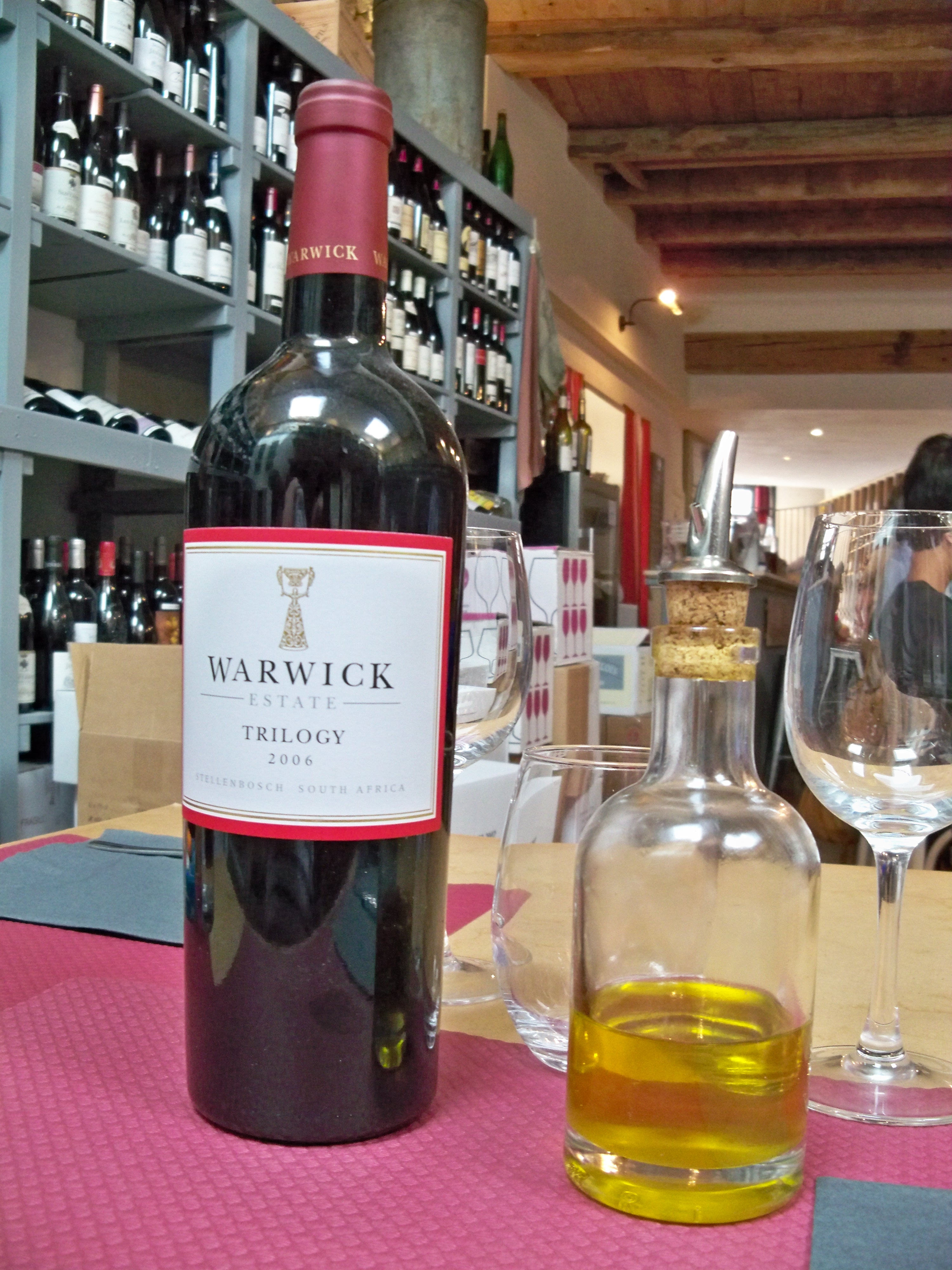
Warwick estate, Stellenbosch, 2006.

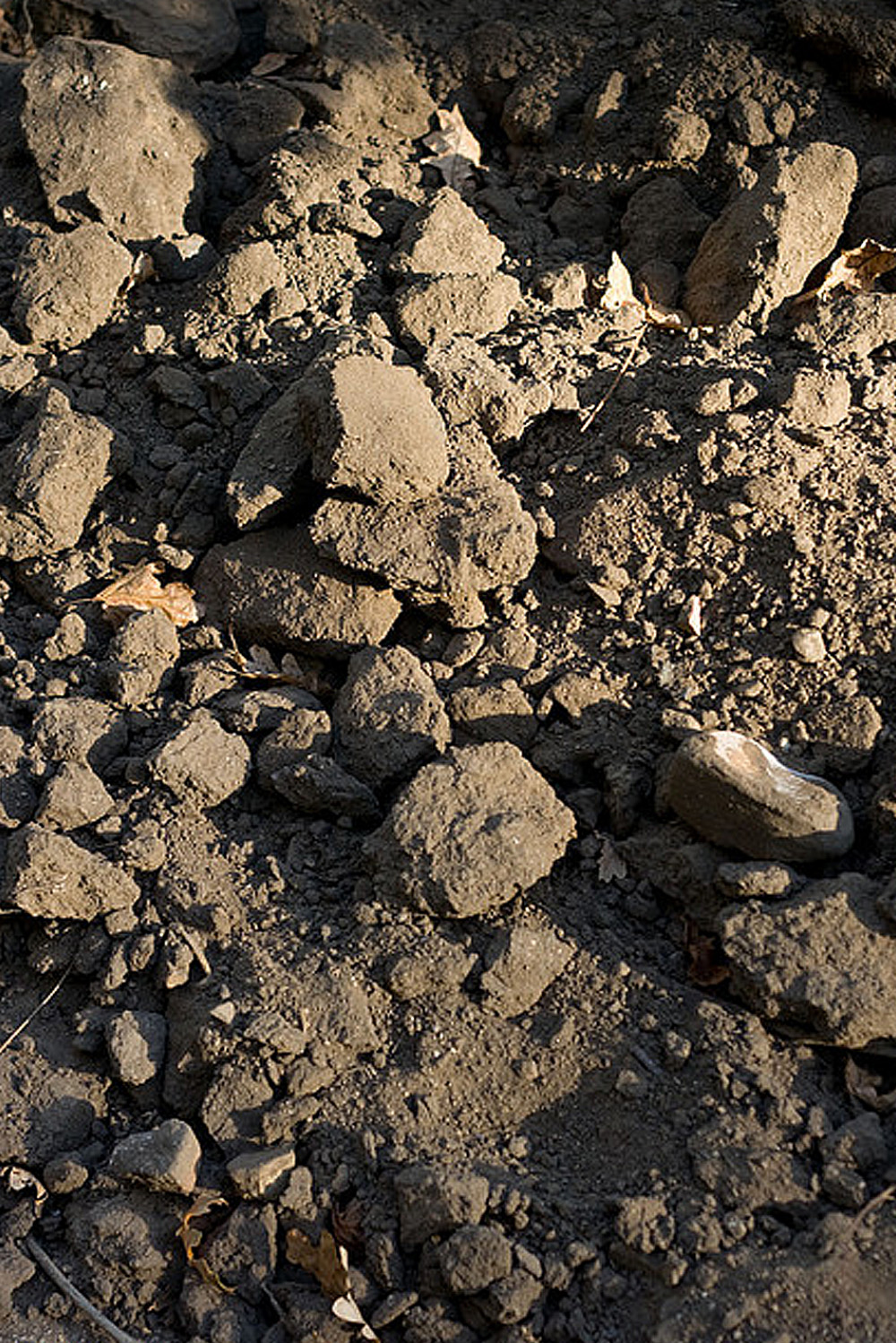
Terroir des vignobles de Constantia.

Le district de Stellenbosch, et celui de Paarl, grâce à leurs caractéristiques géologiques, topographiques et climatiques, qui constituent leur terroir viticole fournissent un large éventail de vins de qualité qui doivent servir de références lors des futurs changements législatifs sur les vins d'origine de l'Afrique du Sud.
La diversité des terroirs viticoles est un atout. L'effet de ces différents terroirs influe sur le caractère des vins. D'où l'importance du zonage et d'une délimitation parcellaire des régions viticoles. Un schéma viticole a été institué en 1973, placé sous la responsabilité du Wine and Spirits board, il doit protéger les vins d'origine, leurs cépages et leurs cultivars à l'exemple de l'Union européenne. Les aspects pratiques de la délimitation parcellaire ont été présentés lors de la 4e Symposium international sur le zonage viticole à Avignon, en 2002.
La préservation de ce patrimoine implique l'abolition des mesures empêchant le développement de nouveaux vignobles pouvant fournir un vin de qualité. De plus l'impact de l'œnotourisme sur la commercialisation est pris en compte et a permis de tracer des routes des vins qui mettent aussi en valeur le patrimoine culinaire local.

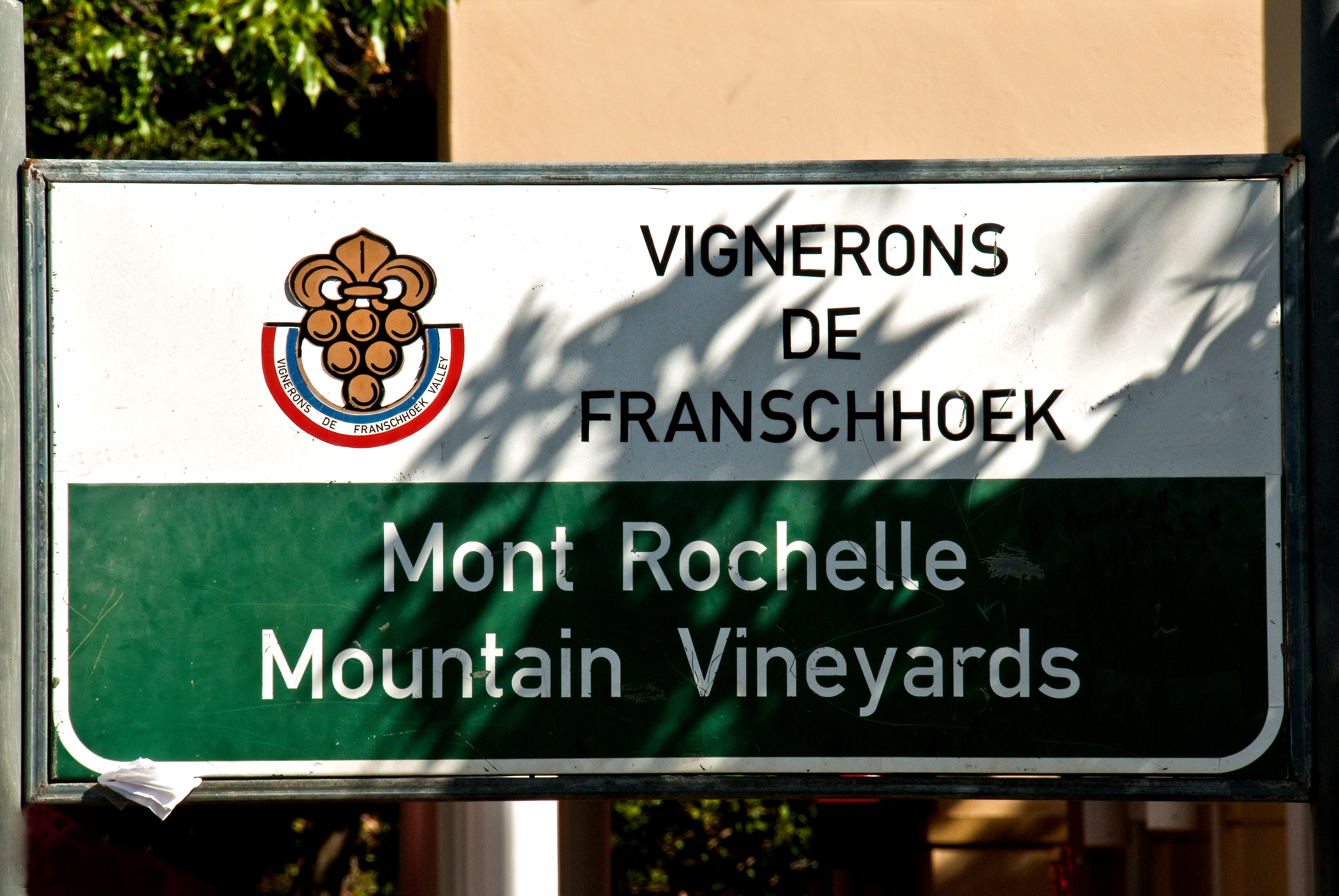
Panneau indicatif des Vignerons de Franschhoek.
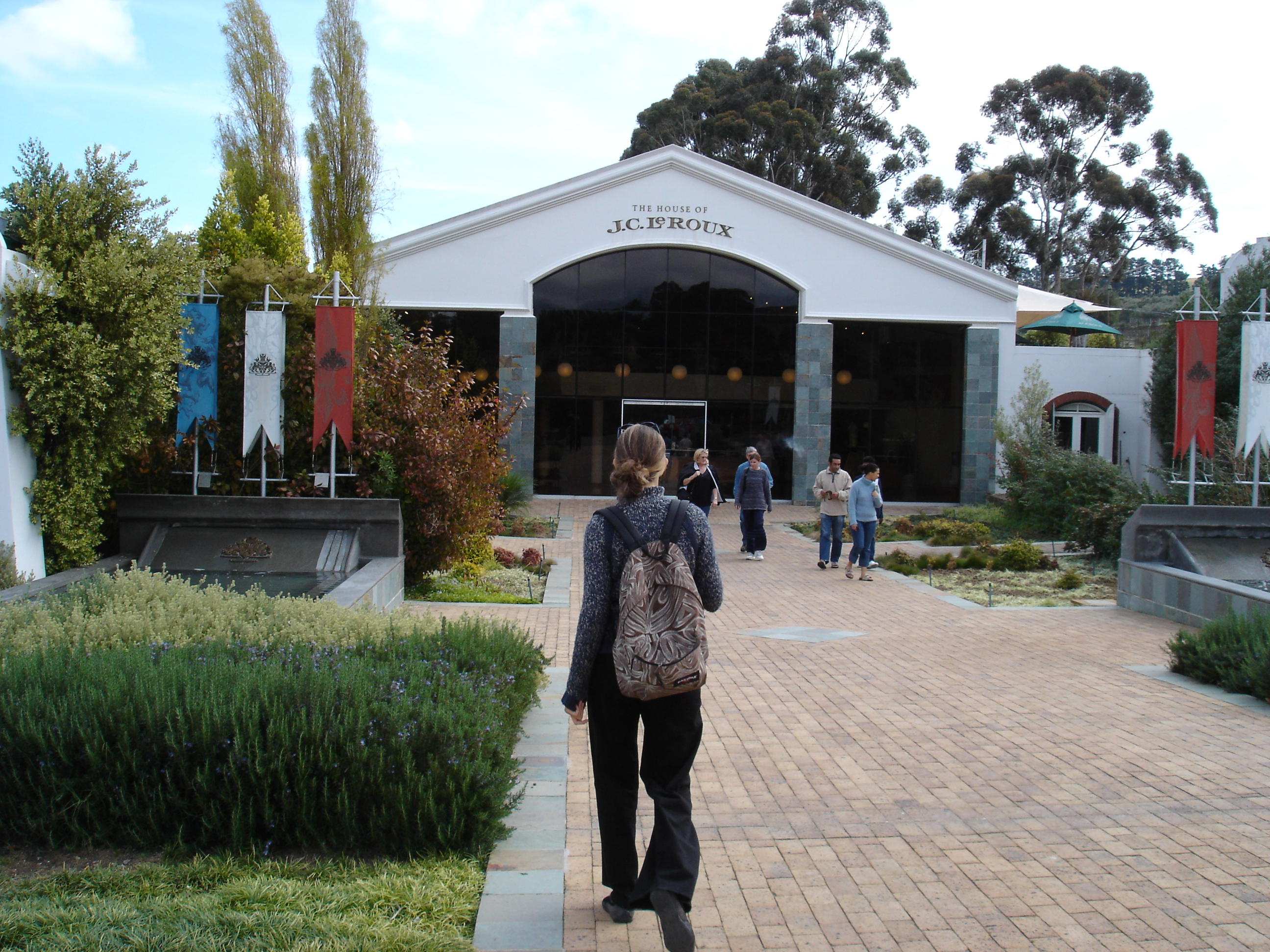
Caveau chez J. C. Le Roux à Stellenbosch.
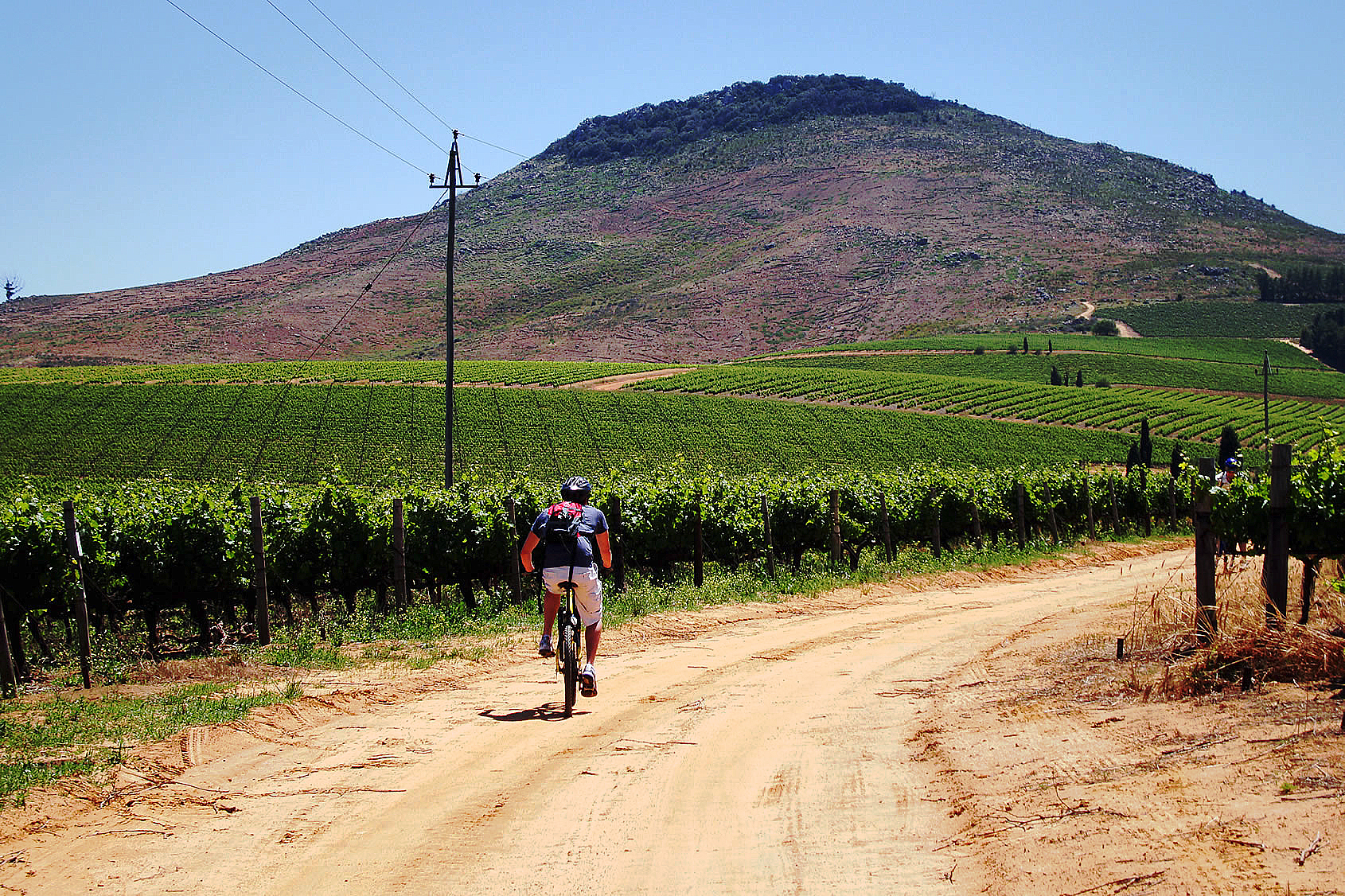
Œnotourisme à travers le vignoble.

### Hiérarchie des appellations

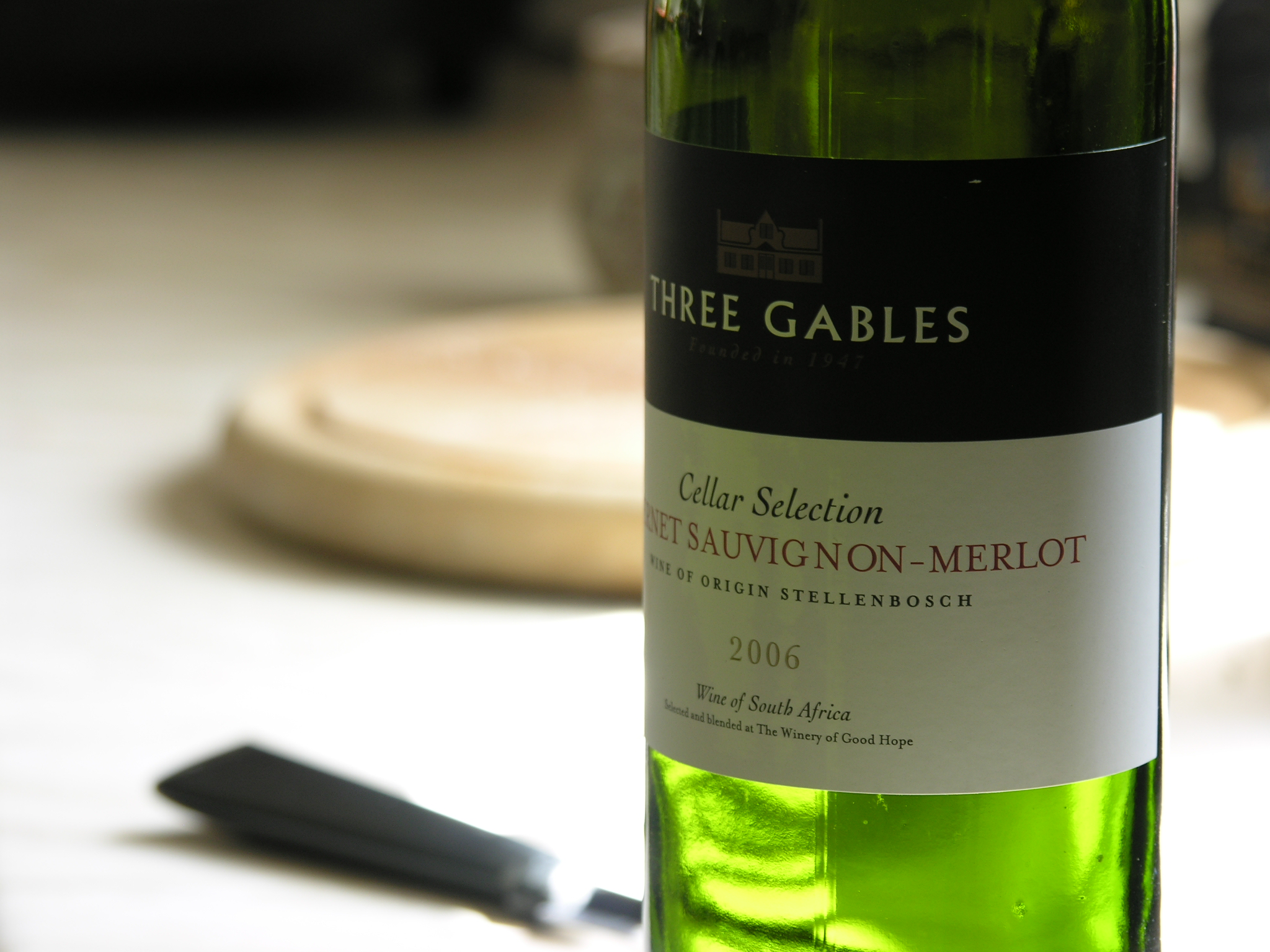
Vin de district : Stellenbosch blanc.

On distingue quatre types d'appellations (de la plus étendue à la plus petite) : 
- les « Regions » (Coastal Region, Boberg region, Breed River Region, Orange River Region)
- les « Districts » (Stellenbosch, Paarl, Constantia, Durbanville, Worcester)
- les « Wards » (Franschhoek, Helderberg).
- Les « Estates » : comme en France, les propriétés sont au sommet des appellations sud-africaines.

### Structures des exploitations

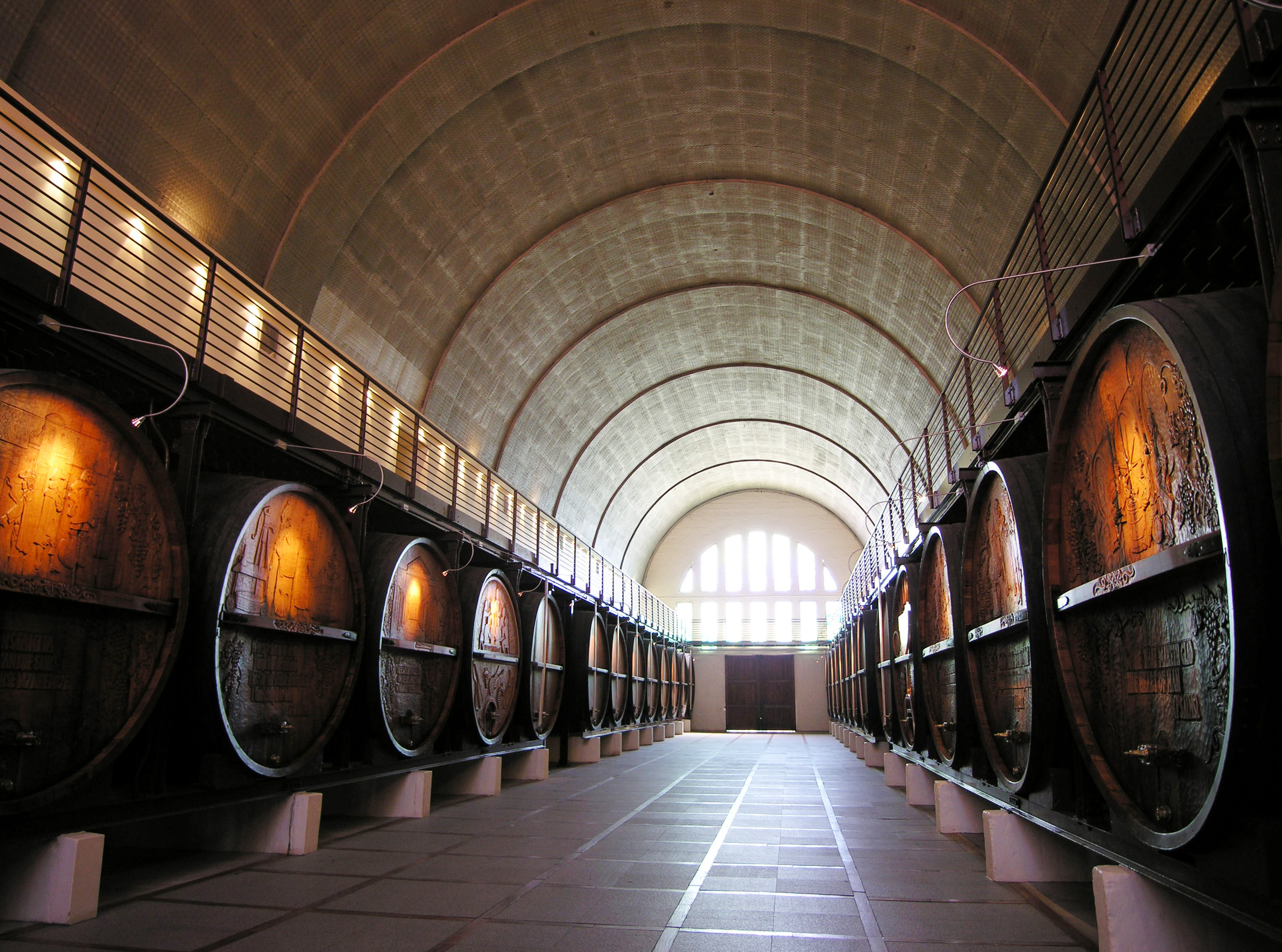
Cellier cathédrale de la Koöperatieve Wijnbouwers Vereniging.

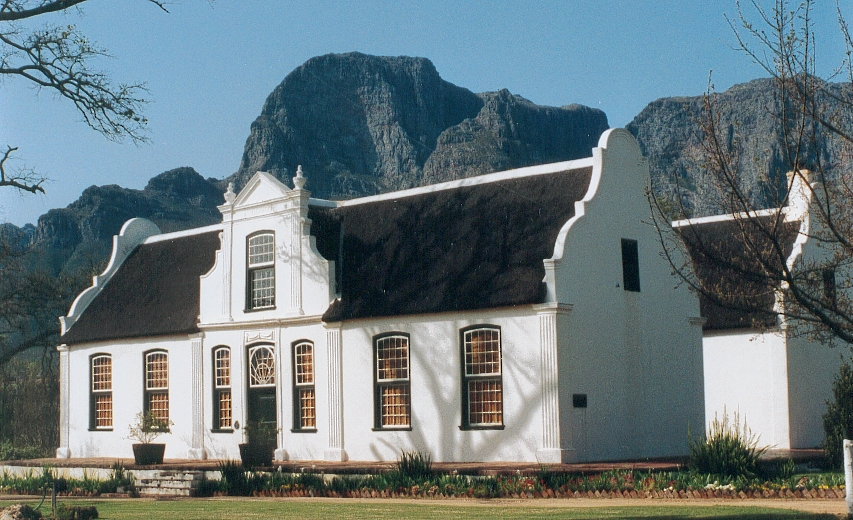
Propriété viticole sud-africaine.

On distingue deux types de producteurs de vins :
Les coopératives (plus de 4 000 producteurs), dont la puissante KWV, sont spécialisées dans la production de « vins faciles à boire » (easy drinking wines) vinifiés à basse température. Ces coopératives ont développé des politiques marketing assez agressives qui ont permis un développement spectaculaire des exportations sud-africaines en direction de l'Europe (Grande-Bretagne et Allemagne principalement).
Les producteurs indépendants et les 90 propriétés (estates) réalisent des vins plus typés et concentrés avec des rendements moins élevés.

## Vin et gastronomie

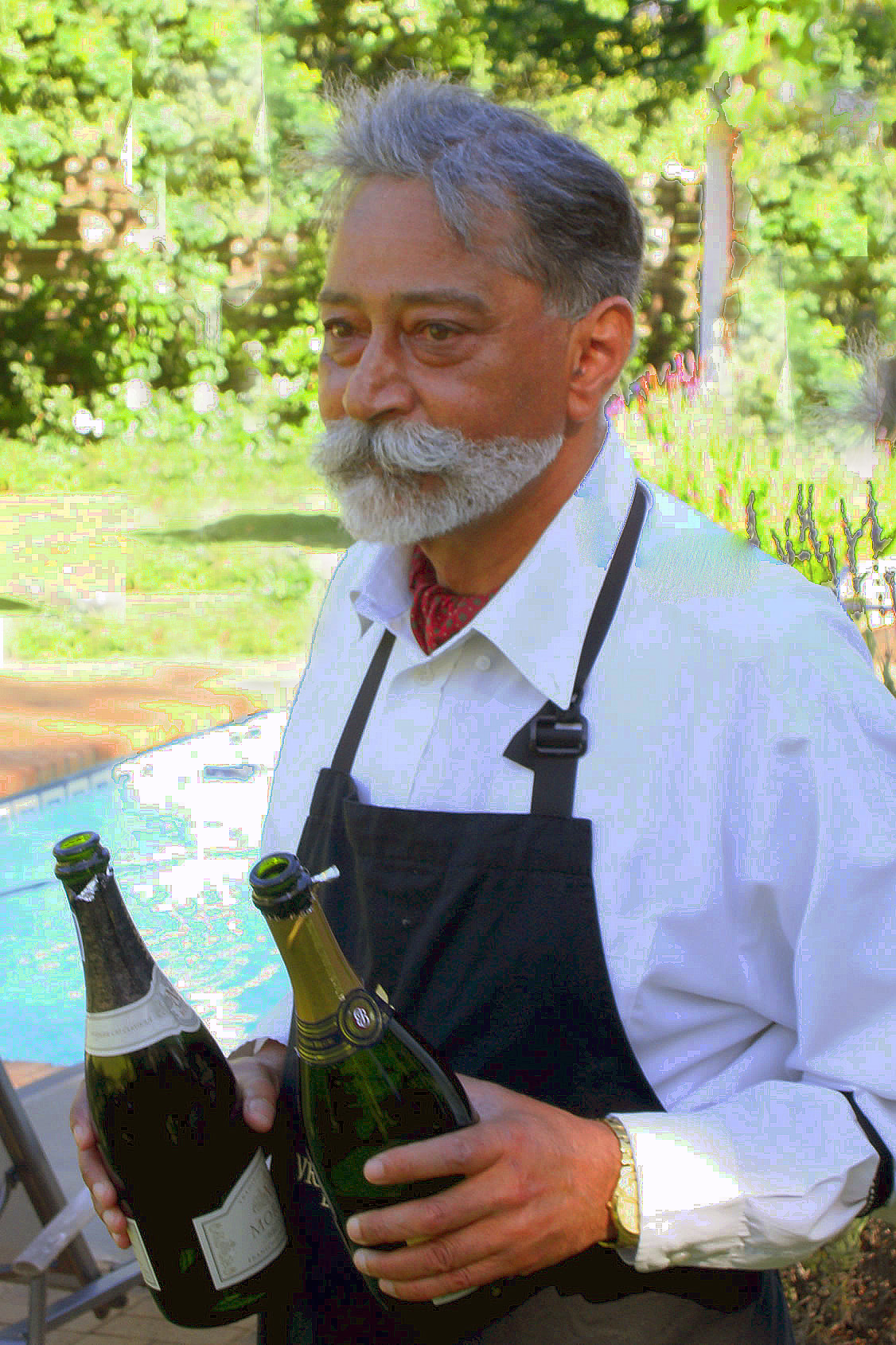
Repas dans un restaurant de Franschhoek.

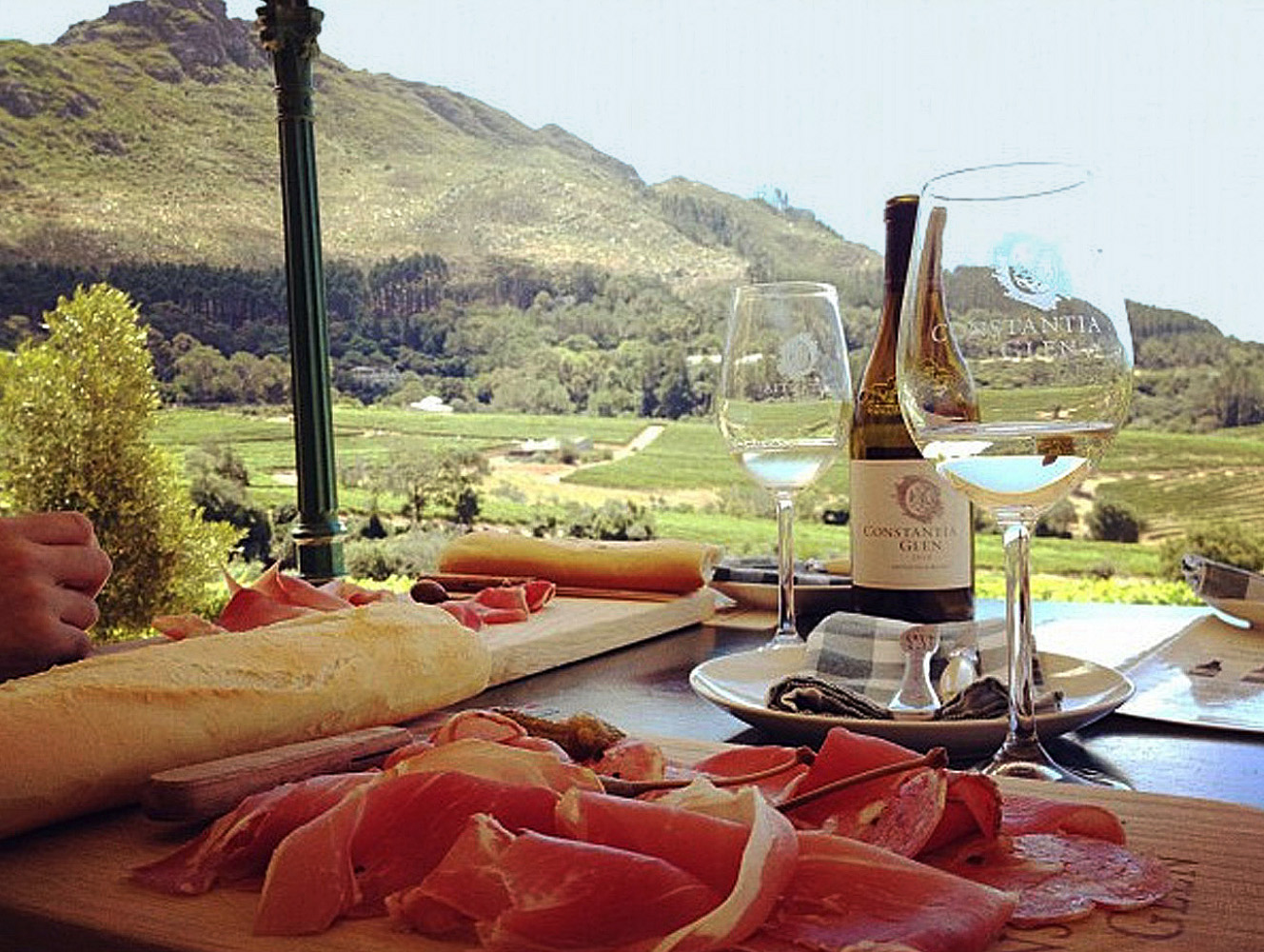
Vin de Constantia Glen et charcuterie.

L'œnotourisme dans les vignobles d'Afrique du Sud est en plein essor et permet de découvrir aux domaines l'échantillonnage des vins de la région.
De nombreuses caves vinicoles ont leur propre restaurant. Les plus renommés se trouvent à Paarl, à Stellenbosch, à Constantia, à  Stellenbosch et à Franschoek . De plus cette dernière ville, dont les rues sont bordées de restaurants, est considérée comme la capitale gastronomique de l'Afrique du Sud. Le mélange des nombreuses cultures a donné une grande variété de cuisine. On trouve en Afrique du Sud des restaurants malais, indiens, de tradition africaine qui jouxtent des restaurants chinois ou asiatiques, français ou italien et certains qui proposent une cuisine internationale.
Ce riche patrimoine gastronomique utilise les ressources locales (fruits de mer, poissons, viandes, gibier et légumes). Tous ces ingrédients permettent la réalisation de mets qui s'accordent parfaitement avec les vins qui profitent d'une tradition vigneronne datant de 300 ans.

## Commercialisation
En 2008, les exportations de vins sud-africains se sont élevées à plus de 363 millions de litres soit 27 % de plus que l'année précédente. Les volumes d'exportation sont en hausse de 31 % pour les sept premiers mois de 2008, sur des marchés comme le Royaume-Uni, la Suède, le Canada, mais aussi grâce à de nouveaux pays acheteurs comme l'Angola et l'Asie du Sud-Est.
Alors qu'en 2003, à eux seuls le Royaume-Uni et les Pays-Bas représentaient 72 % des exportations, depuis la Suède, l'Allemagne, le Danemark et les États-Unis se sont ouverts aux vins sud-africains. Le Royaume-Uni reste en tête dans ce marché. Mais l'Allemagne a dépassé les Pays-Bas et arrive deuxième. Comme la forte croissance se fait surtout sur le vrac, qui a augmenté de plus de 50 %, la profession est consciente que si les exportations devaient continuer à augmenter, il ne serait pas possible de maintenir de tels niveaux d'augmentation.

### Sites internet
- (en) « South African Society for Enology & Viticulture | SASEV »
- (en) « Wines of South Africa »

### Vidéos
- [vidéo] « L'Afrique du sud » sur Voyage, 2002, 52 min.